# Megacle (re)
Megacle (in greco antico: Μεγακλῆς?, Megaklès; Atene, ... – 892 a.C.) è stato un politico ateniese, membro della storica famiglia degli Alcmeonidi e arconte perpetuo di Atene dal 922 all'892 a.C.